# Nieuil-l'Espoir
Nieuil-l’Espoir est une commune du Centre-Ouest de la France, située dans le département de la Vienne en région Nouvelle-Aquitaine. Célèbre pour la Foire à la laine, vieille de 500 ans, Nieuil l'Espoir figure parmi les communes les plus festives de la Vienne.

## Géographie

### Localisation
Commune située à 15 km du sud-est de Poitiers.

### Communes limitrophes
|                       | Savigny-Lévescault |        |
| Nouaillé-Maupertuis   | Nieuil-l'Espoir    | Fleuré |
| La Villedieu-du-Clain | Gizay Vernon       |        |

### Climat
Pour des articles plus généraux, voir Climat de la Nouvelle-Aquitaine et Climat de la Vienne.
Historiquement, la commune est exposée à un climat océanique du nord-ouest.  
En 2020, Météo-France publie une typologie des climats de la France métropolitaine dans laquelle la commune est exposée à un climat océanique altéré et est dans la région climatique  Poitou-Charentes, caractérisée par un bon ensoleillement, particulièrement en été et des vents modérés.
Pour la période 1971-2000, la température annuelle moyenne est de 11,9 °C, avec une amplitude thermique annuelle de 14,9 °C. Le cumul annuel moyen de précipitations est de 757 mm, avec 11,2 jours de précipitations en janvier et 6,9 jours en juillet. Pour la période 1991-2020, la température moyenne annuelle observée sur la station météorologique la plus proche, située sur la commune de Biard à 15,52 km à vol d'oiseau, est de 0,0 °C et le cumul annuel moyen de précipitations est de 0,0 mm,. Pour l'avenir, les paramètres climatiques de la commune estimés pour 2050 selon différents scénarios d'émission de gaz à effet de serre sont consultables sur un site dédié publié par Météo-France en novembre 2022.

## Urbanisme

### Typologie
Au 1er janvier 2024, Nieuil-l'Espoir est catégorisée bourg rural, selon la nouvelle grille communale de densité à sept niveaux définie par l'Insee en 2022.
Elle appartient à l'unité urbaine de Nieuil-l'Espoir, une unité urbaine monocommunale constituant une ville isolée,. Par ailleurs la commune fait partie de l'aire d'attraction de Poitiers, dont elle est une commune de la couronne,. Cette aire, qui regroupe 97 communes, est catégorisée dans les aires de 200 000 à moins de 700 000 habitants,.

### Occupation des sols
L'occupation des sols de la commune, telle qu'elle ressort de la base de données européenne d’occupation biophysique des sols Corine Land Cover (CLC), est marquée par l'importance des territoires agricoles (66,2 % en 2018), en diminution par rapport à 1990 (69 %). La répartition détaillée en 2018 est la suivante : 
terres arables (56,4 %), forêts (22,4 %), zones urbanisées (8,8 %), prairies (7,6 %), milieux à végétation arbustive et/ou herbacée (2,6 %), zones agricoles hétérogènes (2,3 %). L'évolution de l’occupation des sols de la commune et de ses infrastructures peut être observée sur les différentes représentations cartographiques du territoire : la carte de Cassini (XVIIIe siècle), la carte d'état-major (1820-1866) et les cartes ou photos aériennes de l'IGN pour la période actuelle (1950 à aujourd'hui).

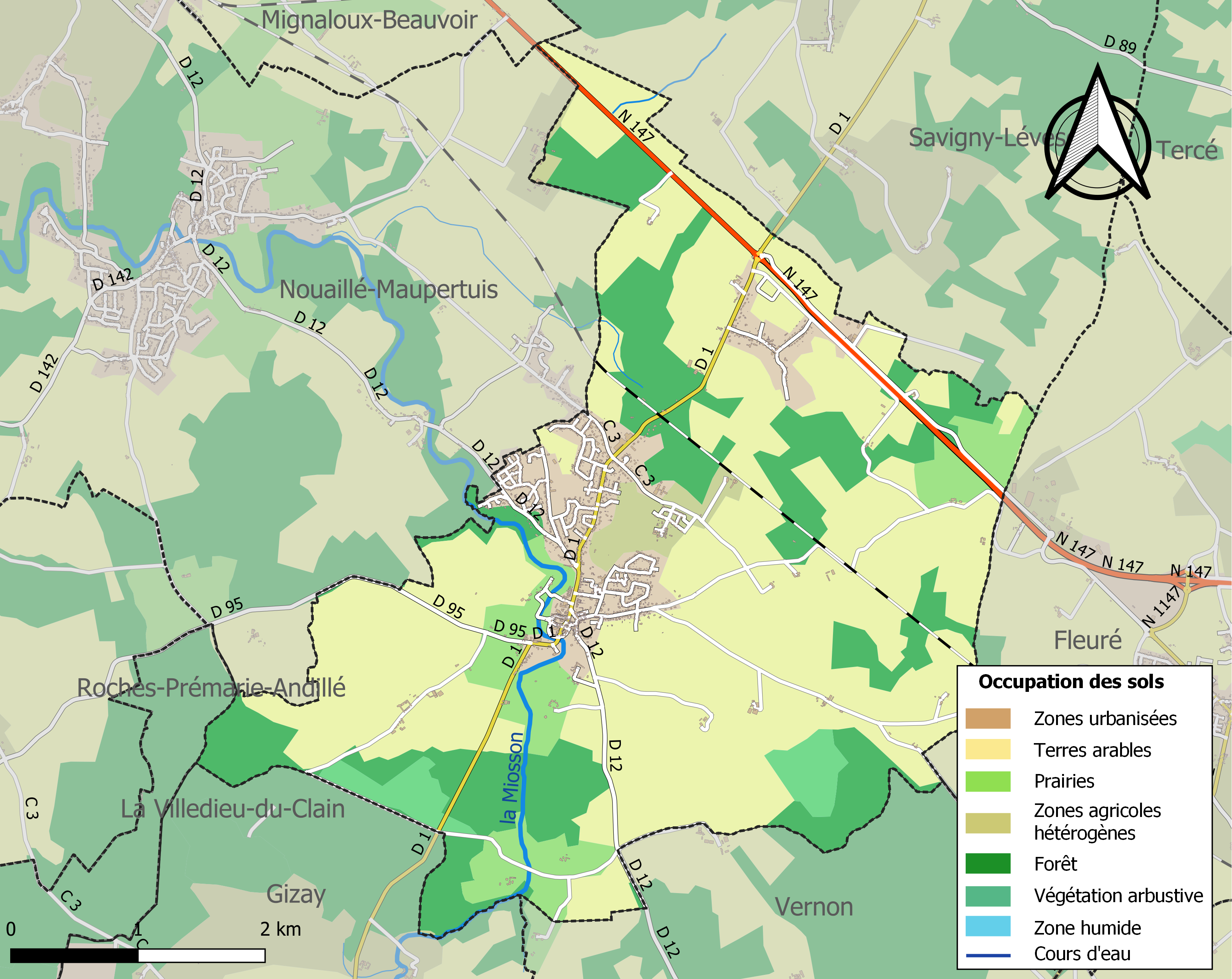
Carte des infrastructures et de l'occupation des sols de la commune en 2018 (CLC).

### Risques majeurs
Le territoire de la commune de Nieuil-l'Espoir est vulnérable à différents aléas naturels : météorologiques (tempête, orage, neige, grand froid, canicule ou sécheresse), inondations, feux de forêts, mouvements de terrains et séisme (sismicité modérée). Il est également exposé à deux risques technologiques, le transport de matières dangereuses et le risque nucléaire. Un site publié par le BRGM permet d'évaluer simplement et rapidement les risques d'un bien localisé soit par son adresse soit par le numéro de sa parcelle.

#### Risques naturels
Certaines parties du territoire communal sont susceptibles d’être affectées par le risque d’inondation par débordement de cours d'eau, notamment la Miosson. La commune a été reconnue en état de catastrophe naturelle au titre des dommages causés par les inondations et coulées de boue survenues en 1982, 1983, 1992, 1999, 2009 et 2010,.
Nieuil-l'Espoir est exposée au risque de feu de forêt. En 2014, le deuxième plan départemental de protection des forêts contre les incendies (PDPFCI) a été adopté pour la période 2015-2024. Les obligations légales de débroussaillement dans le département sont définies dans un arrêté préfectoral du 29 mai 2015,, celles relatives à l'emploi du feu et au brûlage des déchets verts le sont dans un arrêté permanent du 24 mai 2015,.

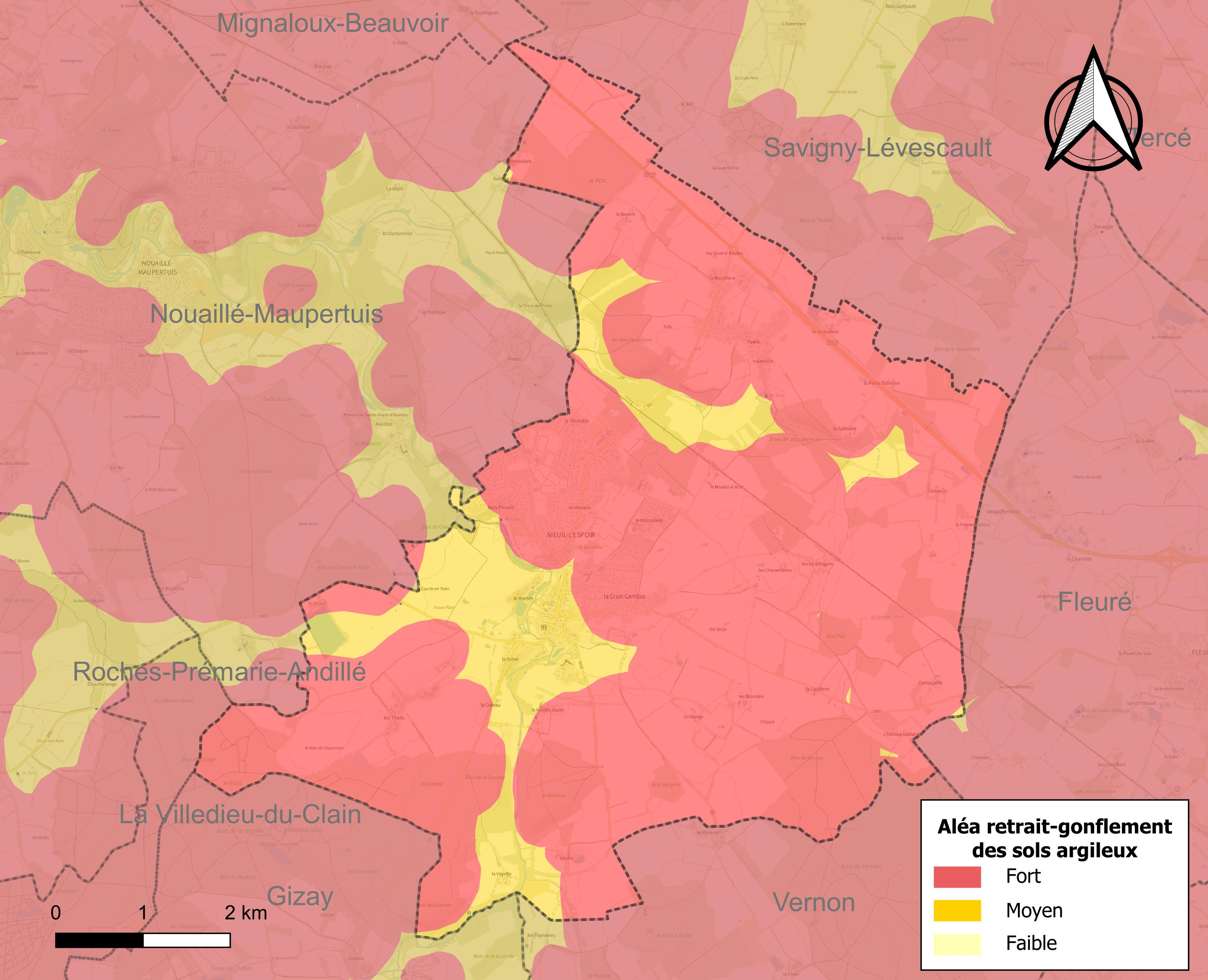
Carte des zones d'aléa retrait-gonflement des sols argileux de Nieuil-l'Espoir.

Les mouvements de terrains susceptibles de se produire sur la commune sont des tassements différentiels. Le retrait-gonflement des sols argileux est susceptible d'engendrer des dommages importants aux bâtiments en cas d’alternance de périodes de sécheresse et de pluie. La totalité de la commune est en aléa moyen ou fort (79,5 % au niveau départemental et 48,5 % au niveau national). Depuis le 1er octobre 2020, en application de la loi ÉLAN, différentes contraintes s'imposent aux vendeurs, maîtres d'ouvrages ou constructeurs de biens situés dans une zone classée en aléa moyen ou fort,.
La commune a été reconnue en état de catastrophe naturelle au titre des dommages causés par la sécheresse en 1989, 1991, 2003, 2005, 2011 et 2017 et par des mouvements de terrain en 1999 et 2010.

#### Risque technologique
La commune étant située dans le périmètre du plan particulier d'intervention (PPI) de 20 km autour de la centrale nucléaire de Civaux, elle est exposée au risque nucléaire. En cas d'accident nucléaire, une alerte est donnée par différents médias (sirène, sms, radio, véhicules). Dès l'alerte, les personnes habitant dans le périmètre de 2 km se mettent à l'abri. Les personnes habitant dans le périmètre de 20 km peuvent être amenées, sur ordre du préfet, à évacuer et ingérer des comprimés d’iode stable,,.

## Toponymie
Le nom du bourg proviendrait de l'adjectif gaulois novio qui signifie nouveau auquel a été rajouté le mot L'Espoir, du latin spatha signifiant longue épée. Ce nom a été rajouté à l'époque où ce mot était gravé sur les épées fabriquées à Nieuil.

## Histoire

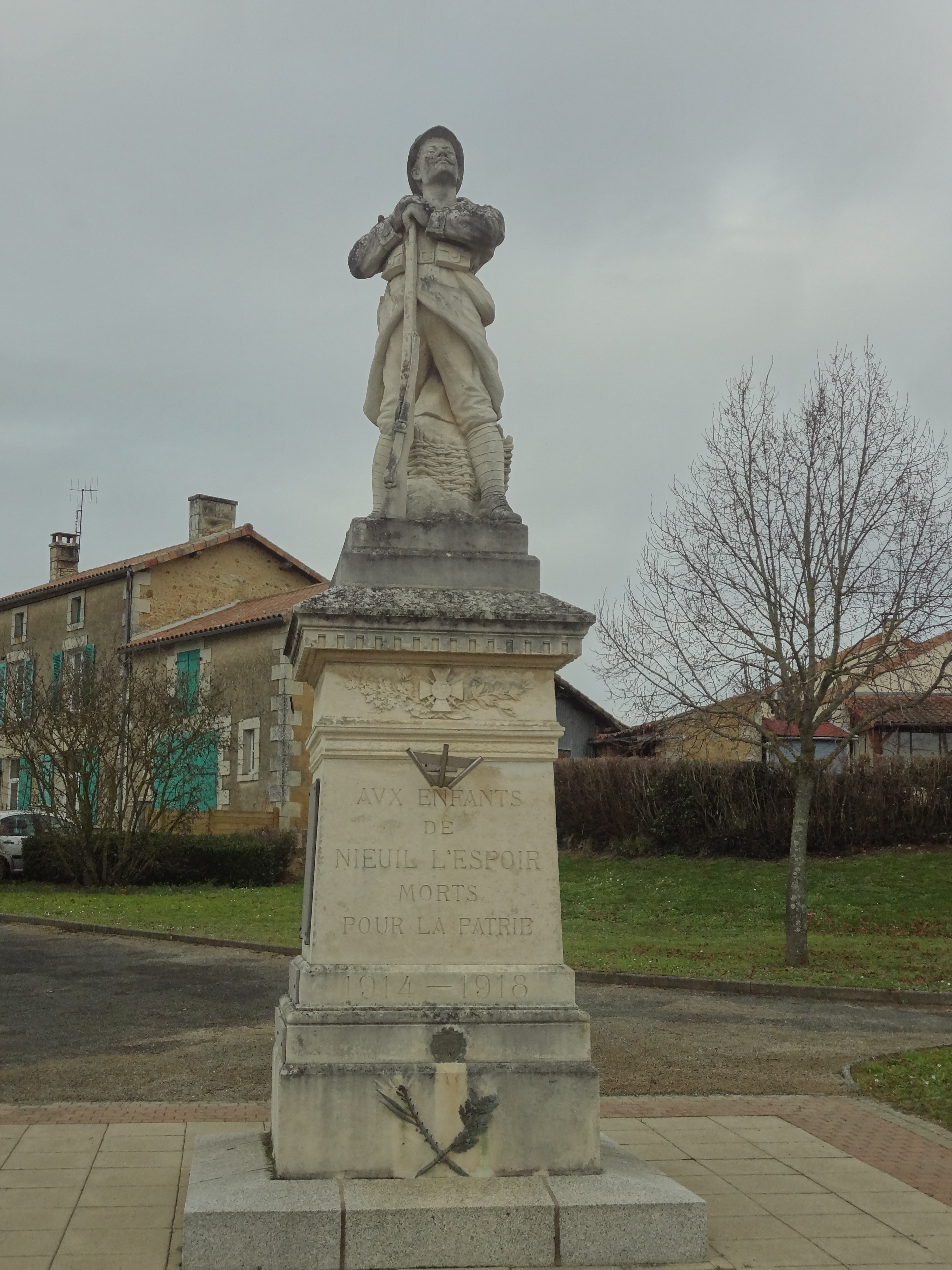
Monument aux morts.

Le village est créé sur par défrichement par les moines grandmontains de la Vayolle, le long du Miosson.
Le village était surtout connu pour sa fabrique d’épées qui avaient une certaine renommée sur les différents champs de bataille. Le fer était extrait en différents lieux (le Mineret, Foulle). Les forges étaient installées le long du Miosson.
Au XVe siècle, il existait quatre foires qui ont assuré un développement agricole très important.
La commune, qui était à l’origine essentiellement agricole avec 600 habitants environ, s’est développée à partir des années 1970 grâce à la proximité de Poitiers et du Centre hospitalier régional. Sa population est aujourd’hui de 2718 habitants et essentiellement résidentielle.

## Politique et administration

### Liste des maires

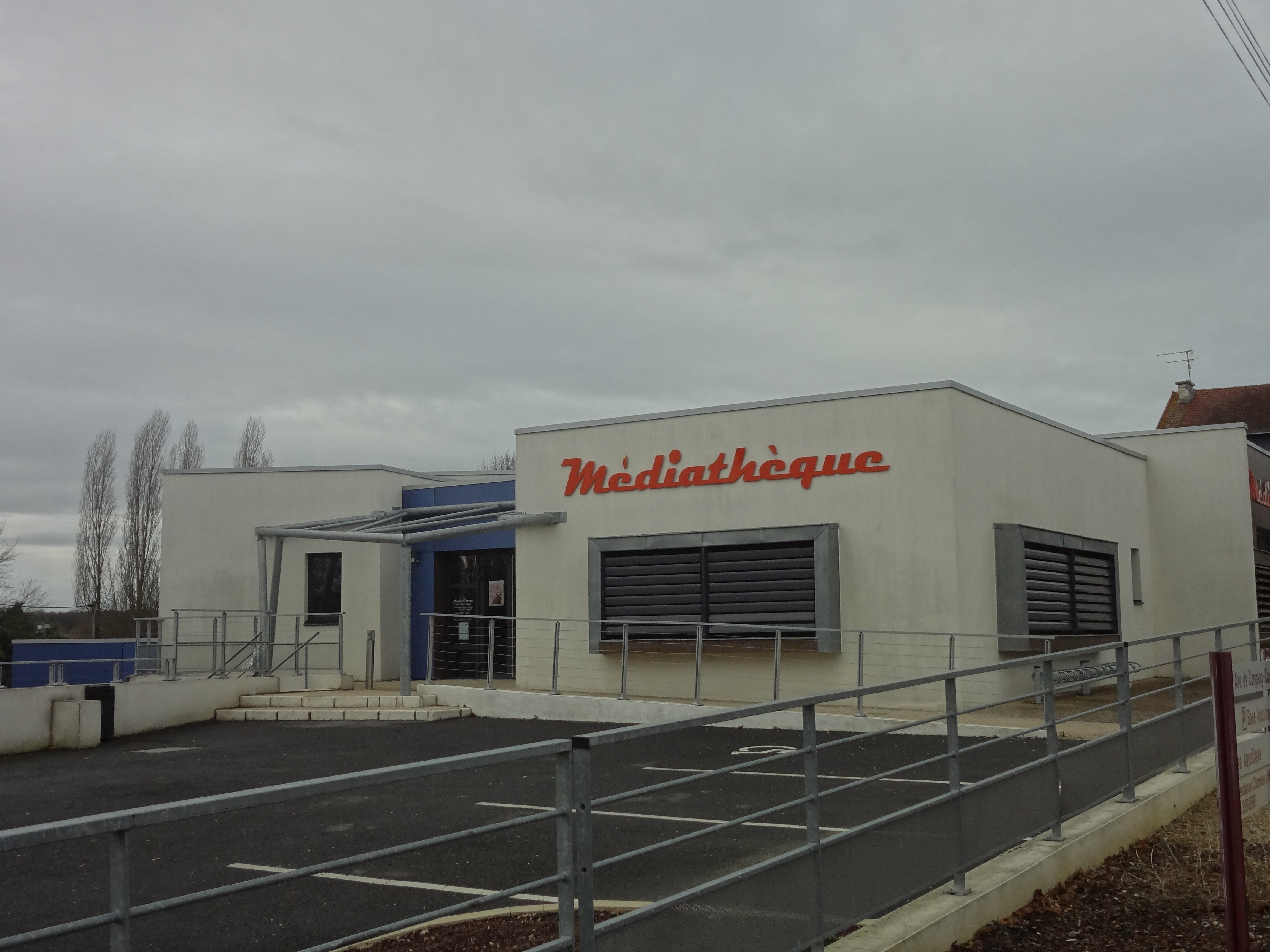
Médiathèque.

| Période      | Période   | Identité                    | Étiquette       | Qualité |
| ------------ | --------- | --------------------------- | --------------- | --- |
| 1928         | 1934      | Alfred Guigne               |                 | |
| 1934         | 1935      | M. Pasqueron de Fommervault |                 | Médecin |
| 1935         | 1945      | Jean Hérault                |                 | |
| 1945         | 1974      | Raymond Soulas              |                 | |
| février 1974 | mars 1983 | Bernard Perault             |                 | Administrateur de sociétés |
| mars 1983    | En cours  | Gilbert Beaujaneau          | RPR puis UMP-LR | Chef d'entreprise Conseiller départemental du canton de Vivonne (2015 → ) 8e vice-président du conseil départemental de la Vienne (2015 → ) Président de la CC de la Région de La Villedieu-du-Clain (2002 → 2013) Président de la CC Vallées du Clain (2014 → ) Réélu en 2008, 2014 et 2020 |

### Instances judiciaires et administratives
La commune relève du tribunal judiciaire de Poitiers, de la cour d'appel  de Poitiers, du tribunal pour enfants de Poitiers, du conseil de prud'hommes de Poitiers, du tribunal de commerce de Poitiers, du tribunal administratif de Poitiers et de la cour administrative d'appel  de  Bordeaux, du tribunal des pensions de Poitiers, du tribunal des affaires de la Sécurité sociale de la Vienne, de la cour d’assises de la Vienne.

### Services publics
Les réformes successives de La Poste ont conduit à la fermeture de nombreux bureaux de poste dont celui de Nieuil l'Espoir. Toutefois une agence postale communale a été ouverte en compensation à la mairie, où l'ensemble des anciens services du bureau de poste restent disponibles.

## Démographie
L'évolution du nombre d'habitants est connue à travers les recensements de la population effectués dans la commune depuis 1793. Pour les communes de moins de 10 000 habitants, une enquête de recensement portant sur toute la population est réalisée tous les cinq ans, les populations de référence des années intermédiaires étant quant à elles estimées par interpolation ou extrapolation. Pour la commune, le premier recensement exhaustif entrant dans le cadre du nouveau dispositif a été réalisé en 2007.

En 2022, la commune comptait 2 680 habitants, en évolution de +1,44 % par rapport à 2016 (Vienne : +0,6 %, France hors Mayotte : +2,11 %).
| 1793 | 1800 | 1806 | 1821 | 1831 | 1836 | 1841 | 1846 | 1851 |
| ---- | ---- | ---- | ---- | ---- | ---- | ---- | ---- | ---- |
| 430  | 429  | 441  | 486  | 516  | 570  | 548  | 602  | 567  |

| 1856 | 1861 | 1866 | 1872 | 1876 | 1881 | 1886 | 1891 | 1896 |
| ---- | ---- | ---- | ---- | ---- | ---- | ---- | ---- | ---- |
| 662  | 677  | 740  | 736  | 735  | 749  | 730  | 762  | 763  |

| 1901 | 1906 | 1911 | 1921 | 1926 | 1931 | 1936 | 1946 | 1954 |
| ---- | ---- | ---- | ---- | ---- | ---- | ---- | ---- | ---- |
| 776  | 805  | 792  | 791  | 750  | 714  | 701  | 706  | 716  |

| 1962 | 1968 | 1975 | 1982  | 1990  | 1999  | 2006  | 2007  | 2012  |
| ---- | ---- | ---- | ----- | ----- | ----- | ----- | ----- | ----- |
| 615  | 662  | 920  | 1 193 | 1 554 | 1 904 | 2 181 | 2 220 | 2 401 |

| 2017  | 2022  | - | - | - | - | - | - | - |
| ----- | ----- | - | - | - | - | - | - | - |
| 2 718 | 2 680 | - | - | - | - | - | - | - |

En 2008, selon l’Insee, la densité de population de la commune était de 115 hab./km2 contre 62 hab./km2 pour le département, 69 hab./km2 pour la région Poitou-Charentes et 115 hab./km2 pour la France.

## Économie
Selon la direction régionale de l'Alimentation, de l'Agriculture et de la Forêt de Poitou-Charentes, il n'y a plus que 17 exploitations agricoles en 2010 contre 23 en 2000.
Les surfaces agricoles utilisées ont très légèrement augmenté et sont passées de 1 002 hectares en 2000 à 1 056 hectares en 2010 dont 312 hectares  sont irrigables. Ces chiffres indiquent une concentration des terres sur un nombre plus faible d’exploitations. Cette tendance est conforme à l’évolution  constatée sur tout le département de la Vienne puisque de 2000 à 2007, chaque exploitation a gagné en moyenne 20 hectares.
59 % des surfaces agricoles sont destinées à la culture des céréales (blé tendre essentiellement mais aussi orges et maïs), 19 % pour les oléagineux (colza et tournesol), 12 % pour le fourrage et 5 % reste en herbes. En 2000, un hectare (zéro en 2010) était consacré à la vigne.
Trois exploitations en 2010 (contre huit en 2000) abritent un élevage de bovins (293 têtes en 2010 contre 424 têtes en 2000). Six exploitations en 2010 (contre onze en 2000) abritent un élevage d'ovins (660 têtes en 2010 contre 879 têtes en 2000). Les élevages de caprins et de volailles ont disparu au cours de cette décennie.
La disparition de l'élevage de caprins est révélatrice de l’évolution qu’a connu, en région Poitou- Charente, cet élevage au cours des deux  dernières décennies: division par trois du nombre d’exploitations, augmentation des effectifs moyens par élevage (38 chèvres en 1988, 115 en 2000), division par dix des chèvreries de  10 à 50 chèvres qui représentaient 50 % des troupeaux en 1988, et multiplication par 6 des élevages de plus de 200 chèvres qui regroupent, en 2000, 45 % du cheptel. Cette évolution a principalement pour origine la crise de surproduction laitière de 1990-1991 qui, en parallèle des mesures incitatives, a favorisé des départs d’éleveurs en préretraite.

## Culture locale et patrimoine

### Foire à la laine
Existant depuis plusieurs décennies, la Foire à la laine de Nieuil l'Espoir est une fête traditionnelle se déroulant le deuxième week-end de juin.
Au programme de cette journée bucolique : la tonte de moutons venus des quatre coins du Département, des dégustations gourmandes de produits locaux, un vide grenier d'envergure, mais aussi et surtout la présence du célèbre "manège carré" permettant de refaire le monde avec de vieilles connaissances et de se désaltérer de façon radicale.

### Lieux et monuments
- Église Saint-Gervais-et-Saint-Protais de Nieuil-l'Espoir.

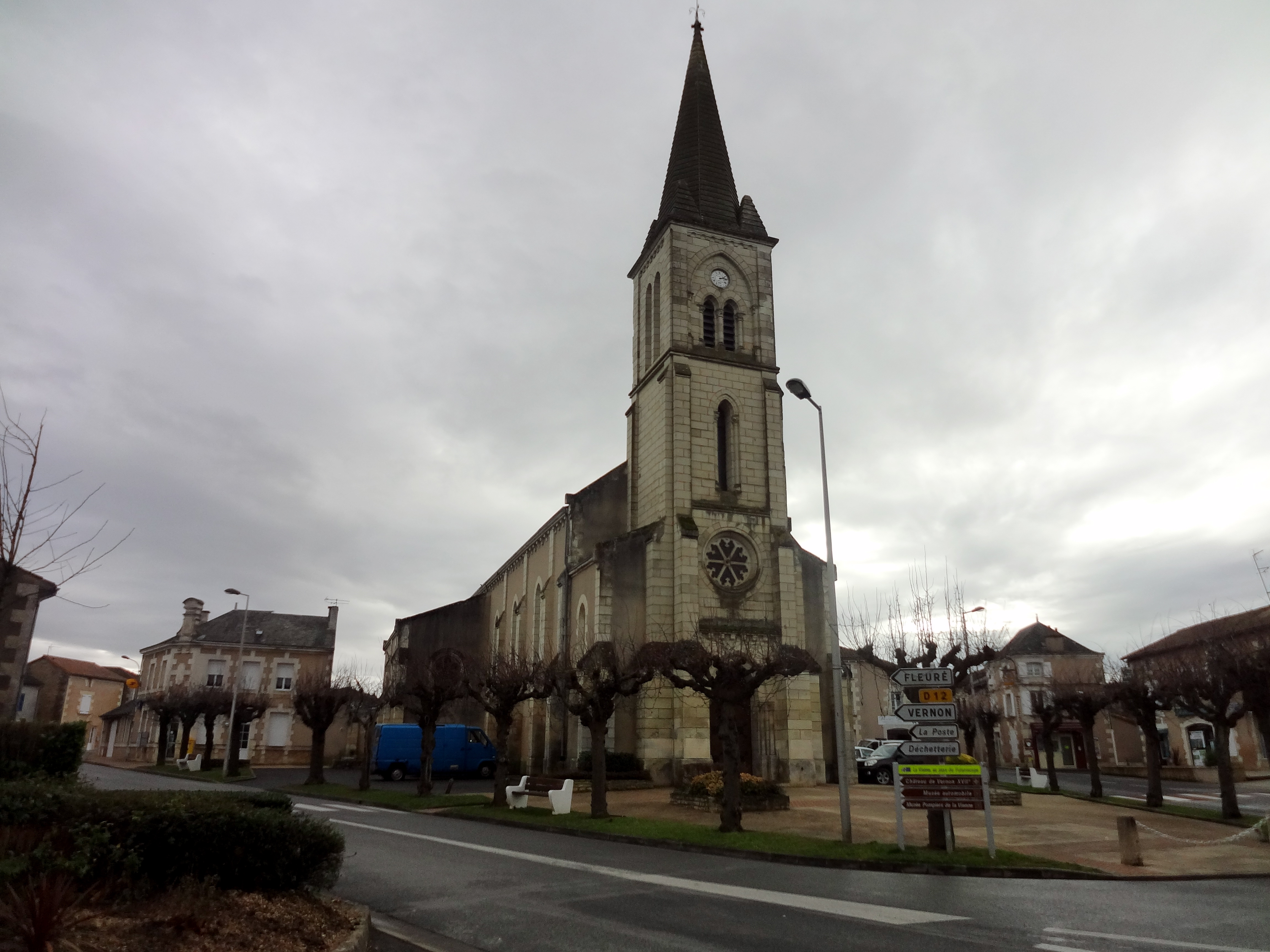
Église Saint-Gervais-et-Saint-Protais.

### Personnalités liées à la commune
- Dom Robert, bénédictin et l'un des plus grands artistes tapissiers du XXe siècle.
- René Moreau, colonel (H) de gendarmerie, scientifique et informaticien français

### Articles de Wikipédia
- Liste des communes de la Vienne
- Anciennes communes de la Vienne

## Sources